# Bolesatina
La Bolesatina è una glicoproteina  isolata dal fungo Boletus satanas che provoca nell'uomo gastroenteriti.  Questa lectina, a concentrazioni molto basse, ha attività mitogenica sui linfociti umani, mentre a concentrazioni più alte inibisce la sintesi proteica.

## Tossicità
LD50 orale 3,3 mg/kg in ratto